# Campagna di Tahmasp del 1731
La campagna di Tahmasp del 1731 (detta anche campagna ottomana di Thamasp) fu una fallimentare campagna militare condotta dallo scià persiano Tahmasp II contro gli ottomani, durante l'assenza del trionfante generale Nadir che aveva condotto una serie di grandiose vittorie sui turchi e gli afghani. La campagna si concluse con una disastrosa sconfitta dei persiani e la perdita di tutte le precedenti conquiste di Nadir. Nadir, di ritorno dall'est, seppe di questa sconfitta e questo fatto ebbe un impatto significativo sulla dinastia safavide e su Tahmasp II stesso.

## Antefatto
Di fronte alle evidenti sconfitte di Thamasp II e nella sua scarsa capacità di dirigere il suo stesso esercito, Nadir dovette rinunciare all'invasione pianificata del Caucaso ottomano alla luce del fatto che gli afghani abdali si erano ribellati ed avevano invaso Khorasan, assediando la capitale provinciale di Mashad. Reclutò nuovi soldati nell'inverno del 1731 nella Persia settentrionale e intanto Tahmasp II rimase ad osservare. Anche se Michael Axworthy e altri storici accusano Tahmasp di aver agito con questa campagna fallimentare in quanto geloso delle incessanti vittorie del suo comandante in capo, altri hanno parlato di una congiura di corte contro lo scià per metterlo in cattiva luce e favorire l'ascesa di Nadir come poi avvenne.

## Nadir marcia su Nahavand
Il 9 marzo 1730, l'esercito persiano uscì da Shiraz dopo aver celebrato il nuovo anno (Nowruz), e poi Nadir iniziò una rapida marcia forzata ad ovest nella speranza di sbilanciare le forze ottomane. Raggiungendo il villaggio occupato di Nahavand attraverso il Luristan, Nadir fece allontanare i turchi verso Hamadan, dove, recuperatisi dallo shock e dal panico, si raggrupparono e si presentarono nella valle di Malayer per dar battaglia ai persiani nella speranza di porre fine alla loro avanzata.

## La campagna e l'assedio di Yerevan
In quel tempo a Costantinopoli, Patrona Halil guidò una ribellione di piazza per il cambio del potere che passò a Mahmud I. Il sultano nominò un veneziano al comando della sua armata dell'est. Desideroso di riprendere il Caucaso sotto la sovranità persiana come i suoi predecessori, Tahmasp era intenzionato a conquistare l'Armenia, la Georgia ed il Daghestan ai turchi. Un'armata di 18 000 uomini venne portata in Armenia dove Tahmasp condusse una vittoria sugli ottomani presso Yerevan.
Hakimoghlu Khan reagì immediatamente ponendo l'assedio a Yerevan. Tahmasp realizzò a questo punto di non aver salvaguardato la propria linea di comunicazioni verso sud e pertanto questo lo costrinse a ritirarsi velocemente verso Tabriz. Quando seppe che Ahmad Pasha stava entrando alla Persia occidentale con l'intento di prendere Kermanshah e Hamadan, Tahmasp si trovò in una situazione paradossale. Le armate persiane ed ottomane si trovarono quasi l'una di fronte all'altra e vi fu un intenso scambio di lettere tra Ahmad Pasha e Tahmasp. L'esercito persiano era composto perlopiù da reclute nuove (i veterani si trovavano ad est con Nadir) ed era disposto in maniera tradizionale con tre divisioni, una al centro e due ai fianchi.
La battaglia ebbe inizio coi primi spari casuali da parte dell'inesperta fanteria persiana che costrinse all'ingresso sul campo la cavalleria che comunque poté fare ben poco contro i giannizzeri ottomani che contrattaccarono veementemente i persiani. Tabriz cadde nelle mani di Hakimoghlu Khan e Ahmad Pasha conquistò Hamadan.

## Conseguenze
Tahmasp venne obbligato a siglare un trattato nel quale accettava la sovranità ottomana sul Caucaso ed in cambio avrebbe ricevuto Tabriz, Hamadan e Kermanshah. Il trattato, umiliante nei suoi contenuti e nei risultati bellici, sembrò non aver mutato nulla per lo scià che fece ritorno a Isfahan e riprese il suo stile di vita opulento.
Scoperto il cataclisma creatosi durante la sua assenza, Nadir abbandonò ogni altro tentativo di conquista ad est per tornare a Isfahan sperando che lo scià trovasse di che giustificarsi per la sua inettitudine che aveva fatto perdere in un lampo tutte le conquiste di Nadir conseguite agli ottomani appena l'anno precedente. Nadir quando scoprì che lo scià non solo pareva incurante di quanto accaduto ma aveva ripreso la vita precedente come nulla fosse, colse l'occasione per chiedere pubblicamente ed ottenere l'abdicazione di Tahmasp II in favore di suo figlio infante Abbas III fatto che lo rese l'effettiva ed unica autorità della Persia, ponendo fine alla dinastia safavide al governo.